# Diane Giguère
Pour les articles homonymes, voir Giguère.
Diane Giguère, née le 6 décembre 1937, est une écrivaine québécoise.

## Biographie
Après ses études au Conservatoire d'art dramatique du Québec, elle travaille brièvement comme actrice de 1954 à 1956, jouant le personnage de Solange dans la série télévisée 14, rue de Galais. Après quoi elle est entrée au service de la Société Radio-Canada, notamment comme animatrice d'émissions de musique, puis rédactrice pour des émissions religieuses, avant de se lancer dans la carrière littéraire.
La parution de Le Temps des jeux (1961), son premier roman, lui vaut le Prix du Cercle du livre de France et un gros succès public.
Elle reçoit une bourse Guggenheim en 1969.

## Œuvres
- Le Temps des jeux (1961), réédition 1969
- Whirlpool (1966)
- Innocence (1966)
- Dans les ailes du vent (1976)
- L'eau est profonde (1977)
- L'Abandon (1993)
- Un dieu fantôme (2001)
- Chronique d'un temps fixé (2005)
- La Petite Fleur de l'Himalaya (2007), réédition de Le Temps des jeux sous ce titre
- Au cœur de la forêt, suivi de Une journée dans la vie de monsieur Bloch (2014)[3]

## Honneurs
- 1961 - Prix du Cercle du livre de France, Le Temps des jeux
- 1969 - Bourse Guggenheim
- 1977 - Prix Jean-Hamelin, Dans les ailes du vent